# Мамыловка
Мамыловка  — посёлок в Елабужском районе Татарстана. Входит в состав Яковлевского сельского поселения.

## География
Находится в северной части Татарстана на расстоянии приблизительно 34 км на запад-юго-запад от города Елабуга.

## История
Основан в первой половине XIX века.

## Население
Постоянных жителей было в 1859 году — 34, в 1897 — 89, в 1908—126, в 1920—121, в 1926—120, в 1938—126, в 1949—170, в 1958 — 89, в 1970 — 51, в 1979 — 20, в 1989 — 11. Постоянное население составляло 9 человек (русские 100 %) в 2002 году, 3 в 2010.